# Jelena Kolesowa
Jelena Fiodorowna Kolesowa (ros. Елена Фёдоровна Колесовa; ur. 8 czerwca 1920 we wsi Kolesowo w rejonie jarosławskim w obwodzie jarosławskim, zm. 11 września 1942 we wsi Wydricy w rejonie krupskim w obwodzie mińskim) – radziecka partyzantka, czerwonoarmistka, odznaczona pośmiertnie Złotą Gwiazdą Bohatera Związku Radzieckiego (1944).

## Życiorys
Urodziła się w rodzinie chłopskiej. Od wieku 8 lat mieszkała w Moskwie, gdzie w 1939 ukończyła szkołę pedagogiczną, później pracowała jako nauczycielka w szkole podstawowej. Po ataku Niemiec na ZSRR, w październiku 1941 pracowała przy budowie fortyfikacji, 20 października 1941 wstąpiła ochotniczo do Armii Czerwonej. Została przyjęta do grupy majora A. Sprogisa specjalnego wywiadowczego sztabu Frontu Zachodniego, w składzie której wykonała cztery zadania wywiadowcze na tyłach wroga. W styczniu 1942 na terytorium obwodu kałuskiego oddział, w którym była, stoczył zwycięską walkę z oddziałem wroga; Kolesowa została wówczas ranna i wyniesiona z pola walki. Uczestnicy walki, w tym Kolesowa, zostali odznaczeni. W 1942 została przyjęta do WKP(b). W nocy na 1 maja 1942 11-osobowy żeński dywersyjny oddział partyzancki specjalnego przeznaczenia pod jej dowództwem został zrzucony na spadochronach w rejonie borysowskim, jednak podczas lądowania trzy członkinie zginęły, a czwarta odniosła poważne obrażenia. Oddział zajmował się wysadzaniem mostów, wykolejaniem pociągów, napadaniem na posterunki policyjne i samochody wojskowe oraz likwidacją osób oskarżanych o zdradę. 11 września 1942 grupa zaatakowała niemiecki garnizon we wsi Wydricy w rejonie krupskim; atak się powiódł, jednak Kolesowa została śmiertelnie ranna. Pochowano ją w zbiorowej mogile partyzanckiej. Po wojnie jej grób przeniesiono do Krupek. Na jej grobie i w miejscu jej śmierci postawiono pomniki. Jej imieniem nazwano szkołę w Krupkach i ulice w Moskwie, Wołgogradzie, Jarosławiu i Krupkach.

## Odznaczenia
- Złota Gwiazda Bohatera Związku Radzieckiego (pośmiertnie 21 listopada 1944)
- Order Lenina (pośmiertnie 21 listopada 1944)
- Order Czerwonego Sztandaru (20 stycznia 1942)
- Order Czerwonej Gwiazdy (1 października 1942)